# Lista de províncias da Jordânia por IDH
Esta é uma lista de províncias da Jordânia (Mohafazah) por Índice de Desenvolvimento Humano de 2019.
| Classificação                | Província                   | IDH (2019)                  |
| Desenvolvimento humano alto  | Desenvolvimento humano alto | Desenvolvimento humano alto |
| ---------------------------- | --------------------------- | --------------------------- |
| 1                            | Amã                         | 0,746                       |
| 2                            | Caraque                     | 0,739                       |
| 3                            | Acaba                       | 0,730                       |
| –                            | Jordânia                    | 0,720                       |
| 4                            | Balqa                       | 0,725                       |
| 5                            | Gérasa                      | 0,724                       |
| 6                            | Ajlun                       | 0,723                       |
| 6                            | Irbid                       | 0,723                       |
| 6                            | Tafilah                     | 0,723                       |
| 9                            | Zarqa                       | 0,714                       |
| 10                           | Madaba                      | 0,713                       |
| Desenvolvimento humano médio |                             |                             |
| 11                           | Ma'an                       | 0,699                       |
| 12                           | Mafraq                      | 0,675                       |